# 33523 Warashina
33523 Warashina este o planetă minoră (asteroid), cu un diametru de 2,33 km, din centura de asteroizi. A fost descoperită pe 12 aprilie 1999 la Experimental Test Site⁠(d) de Lincoln Near-Earth Asteroid Research. 
Obiectul prezintă o orbită caracterizată de o semiaxă mare de 2,2937422 UAi, o excentricitate de 0,17, o înclinație de 4,43227 ° în raport cu ecliptica.